# Rai Storia
 (septembre 2012).
Rai Storia est une chaîne de télévision italienne qui appartient au groupe Rai.

## Identité visuelle

### Logos

Logo de Rai Storia de 2010 à 2017
Logo de Rai Storia depuis 2017